# Список запусков баллистических ракет в СССР в 1949 году

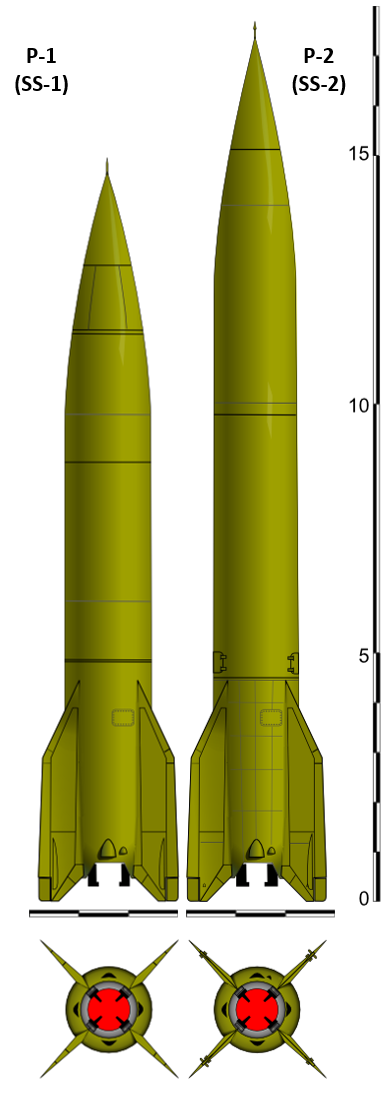
Ракеты Р-1 и Р-2

В списке запусков баллистических ракет в СССР в 1949 году, в хронологическом порядке представлены все запуски баллистических ракет, произведённые на территории СССР в 1949 году. Всего было произведено 26 запусков, из которых в пяти случаях запускались Р-2 (индекс ГРАУ — 8Ж38), в остальных случаях Р-1 (индекс ГРАУ — 8А11). Оба типа ракет создавались на основе немецкой ракеты А-4 (ФАУ-2).
Несмотря на близкое родство ракеты Р-1 и Р-2 не были точной копией ФАУ-2. Р-1, будучи конструктивным аналогом ФАУ-2, выпускалась в СССР с использованием материалов и технологий, освоенных советской промышленностью и имела ключевое отличие: в ракете использовалась улучшенная система управления — телеметрическая система «Дон». Р-2 уже имела ряд конструктивных отличий, среди которых самым заметным было использование баков в качестве несущего элемента конструкции. Среди эксплуатационных отличий главным было почти двукратное (до 600 км) увеличение радиуса действия ракеты.
Все запуски баллистических ракет в СССР в 1949 году производились с территории 4-го государственного центрального полигона (4-й ГЦП), известного как Капустин Яр.

## Подготовка запусков
Запуски ракет Р-1 в 1949 году проводились в соответствии с постановлением Совета Министров СССР № 3181-1324 «О проведении совместных заводских испытаний отечественных ракет Р-1 второго варианта» и должны были производиться в августе—сентябре. Для пусковой кампании 1949 года было произведено 20 ракет: 10 пристрелочных и 10 зачётных. В соответствии с тактико-техническими требованиями успешным считалось попадание ракеты в прямоугольник размером 16 на 8 км. Пусковую кампанию обеспечивало 650 человек.
Запуски ракет Р-2 являлись заводскими испытаниями и в тот период ракета проходила в документах под названием 2РЭ или Р-2Э. Ракета разрабатывалась с 1946 года и являлась результатом синтеза использования резервов немецкой ракеты А-4 и идей советских конструкторов. В апреле 1947 года было признано, что прочностные характеристики немецкой конструкции недостаточны для реализации энергетического потенциала двигательной установки и было принято решение использовать схему несущих баков, заменить часть стальных конструкций алюминиевыми, вместо двигателя РД-100 использовать РД-101 и другие улучшения. В результате вес Р-2, имеющей значительно лучшие тактико-технические и эксплуатационные характеристики в сравнении с Р-1, увеличился незначительно:
| тип | Длина (м) | Сухой вес (кг) | Вес топлива (кг) | Вес боеголовки (кг) |
| --- | --------- | -------------- | ---------------- | ------------------- |
| Р-1 | 14,25     | 4000           | 9445             | 815                 |
| Р-2 | 16,95     | 4380           | 15920            | 1350                |

Доводочные испытания (практически все предстартовые операции, вплоть до запуска двигателя и выведения его на предварительную ступень) были проведены на временной площадке в лесу вблизи завода № 88 (город Калининград, Московская обл.) в июле 1949 года и к сентябрю первая партия (5 шт.) ракет 2РЭ (будущая Р-2) была готова к запускам.
Два из пяти запусков Р-2 оказались неудачными. Телеметрическая система «Дон» с 12 непрерывными и 12 дискретными каналами передачи телеметрии позволила получить исчерпывающую информацию по всем (в том числе и аварийным) пускам. Испытания подтвердили правильность выбранных технических решений: причины аварий были различными и не относились к конструктивным недостаткам.

## Список
Каждый запуск баллистической ракеты, произведённый в СССР в 1949 году, был зафиксирован в «Книге учёта пуска ракет за 1947—1962 гг. Архив Военно-научного комитета РВСН». В данном списке не представлены запуски геофизических ракет Р-1А, созданных на основе баллистической ракеты Р-1.
| Цветовая легенда  |
| ----------------- |
| Нормальный запуск |
| Аварийный запуск  |

| № пп | Тип ракеты | Дата испытания   | Номер изделия | Место запуска | Дальность плановая (км) | Отклонение по дальности (км) «-» недолёт, «+» перелёт | Отклонение от оси запуска (км) «Л» влево, «П» вправо | Результат запуска | Примечания                                               |
| ---- | ---------- | ---------------- | ------------- | ------------- | ----------------------- | ----------------------------------------------------- | ---------------------------------------------------- | ----------------- | -------------------------------------------------------- |
| 1    | Р-1        | 10 сентября 1949 | 1             | 4-й ГЦП       | 270                     | +1,36                                                 | П 6,89                                               | Норма             |                                                          |
| 2    | Р-1        | 11 сентября 1949 | 2             | 4-й ГЦП       | 270                     | +7,89                                                 | Л 6,75                                               | Норма             |                                                          |
| 3    | Р-1        | 13 сентября 1949 | 11            | 4-й ГЦП       | 270                     | -0,35                                                 | Л 4,93                                               | Норма             |                                                          |
| 4    | Р-1        | 14 сентября 1949 | 4             | 4-й ГЦП       | 270                     | -1,62                                                 | Л 7,02                                               | Норма             |                                                          |
| 5    | Р-1        | 17 сентября 1949 | 8             | 4-й ГЦП       | 270                     | -13,9                                                 | П 1,17                                               | Норма             |                                                          |
| 6    | Р-1        | 19 сентября 1949 | 5             | 4-й ГЦП       | 270                     | -2,57                                                 | П 1,07                                               | Норма             |                                                          |
| 7    | Р-1        | 20 сентября 1949 | 9             | 4-й ГЦП       | 270                     |                                                       |                                                      | Авария            | Ракета упала у стартового стола                          |
| 8    | Р-1        | 23 сентября 1949 | 15            | 4-й ГЦП       | 270                     |                                                       |                                                      | Авария            | Ошибка интегратора                                       |
| 9    | Р-2        | 25 сентября 1949 |               | 4-й ГЦП       | 553,7                   | -12,4                                                 | П 0,2                                                | Норма             | Заводские испытания ракеты 2РЭ                           |
| 10   | Р-1        | 28 сентября 1949 | 10            | 4-й ГЦП       | 270                     | +1,11                                                 | П 4,97                                               | Норма             |                                                          |
| 11   | Р-2        | 30 сентября 1949 |               | 4-й ГЦП       | 553,7                   | +8,5                                                  | Л 9,3                                                | Норма             | Заводские испытания ракеты 2РЭ                           |
| 12   | Р-2        | 2 октября 1949   |               | 4-й ГЦП       | 553,7                   | -129,6                                                | Л 11,4                                               | Авария            | Пожар в хвостовом отсеке; Заводские испытания ракеты 2РЭ |
| 13   | Р-1        | 2 октября 1949   | 14            | 4-й ГЦП       | 270                     | -3,12                                                 | П 3,06                                               | Норма             |                                                          |
| 14   | Р-1        | 8 октября 1949   | 16            | 4-й ГЦП       | 270                     | +1,13                                                 | П 2,87                                               | Норма             |                                                          |
| 15   | Р-2        | 8 октября 1949   |               | 4-й ГЦП       | 553,7                   | +16,1                                                 | П 0,8                                                | Норма             | Заводские испытания ракеты 2РЭ                           |
| 16   | Р-1        | 10 октября 1949  | 12            | 4-й ГЦП       | 270                     | -0,42                                                 | П 0,5                                                | Норма             |                                                          |
| 17   | Р-2        | 11 октября 1949  |               | 4-й ГЦП       | 553,7                   | -544,7                                                | П 1,7                                                | Авария            | Взрыв двигателя; Заводские испытания ракеты 2РЭ          |
| 18   | Р-1        | 12 октября 1949  | 7             | 4-й ГЦП       | 270                     | -1,6                                                  | П 5,42                                               | Норма             |                                                          |
| 19   | Р-1        | 13 октября 1949  | 17            | 4-й ГЦП       | 270                     | -2,67                                                 | П 5,15                                               | Норма             |                                                          |
| 20   | Р-1        | 13 октября 1949  | 13            | 4-й ГЦП       | 270                     | +0,04                                                 | П 1,05                                               | Норма             |                                                          |
| 21   | Р-1        | 14 октября 1949  | 18            | 4-й ГЦП       | 270                     |                                                       |                                                      | Авария            | Разрыв кислородного бака при заправке;                   |
| 22   | Р-1        | 15 октября 1949  | 19            | 4-й ГЦП       | 270                     | +4,67                                                 | П 0,04                                               | Норма             |                                                          |
| 23   | Р-1        | 18 октября 1949  | 23            | 4-й ГЦП       | 155,5                   | +3,28                                                 | П 2,28                                               | Норма             |                                                          |
| 24   | Р-1        | 19 октября 1949  | 22            | 4-й ГЦП       | 270                     | -36,5                                                 | П 13,3                                               | Норма             |                                                          |
| 25   | Р-1        | 22 октября 1949  | 20            | 4-й ГЦП       | 270                     | -2,87                                                 | Л 3,14                                               | Норма             |                                                          |
| 26   | Р-1        | 23 октября 1949  | 3             | 4-й ГЦП       | 270                     | -3,19                                                 | Л 3,18                                               | Норма             |                                                          |

## Итоги запусков

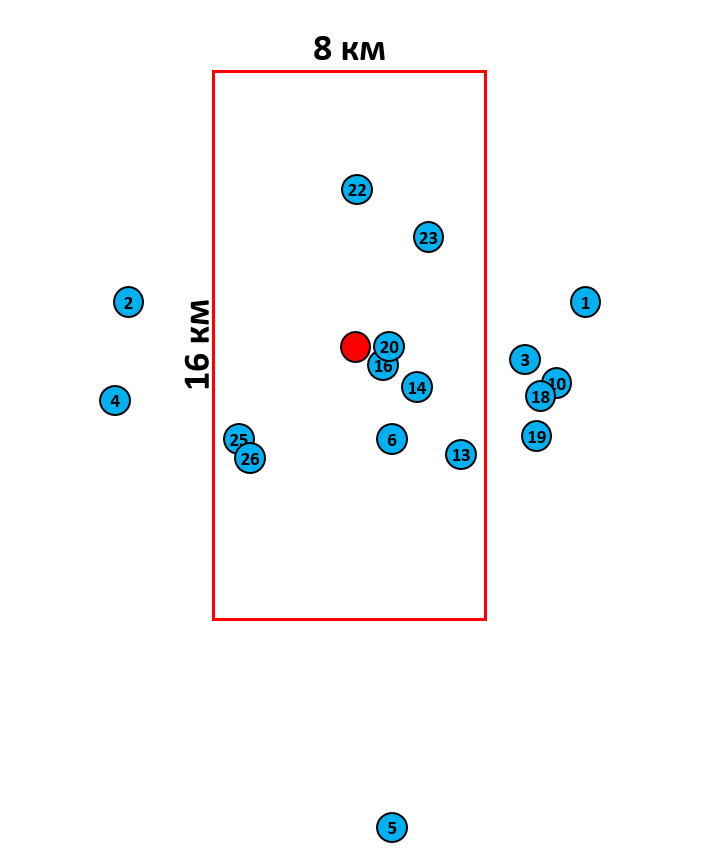
Кучность попаданий ракет Р-1 во время пусков 1949 года

По итогам запусков 1949 года было выявлено большое количество недостатков: только крупных дефектов насчитывалось около 400. Начальник 4-го управления ГАУ ВС СССР инженер-полковник А. Г. Мрыкин среди основных недостатков отмечал проблему эффективности боевой части:

… нам неизвестно, как отработано взрывательное устройство и как будет использоваться энергия разрушения взрывчатого вещества ракеты. За всё время было три пуска ракет с боевым снаряжением, при чём установлено, что взрывательное устройство работало плохо, а энергия разрушения распространялась в глубину, тогда как это распространение разрушения выгоднее иметь по поверхности.
— 
По итогам пусковой кампании 1949 года Совет Министров СССР в своём постановлении № 4730-2047 от 25 ноября 1950 года «О результатах испытаний и принятии на вооружение ракеты Р-1» принял решение о принятии Р-1 на вооружение.
По итогам испытаний ракет Р2Э было выпущено Постановление Совета Министров СССР № 4731-2048 «О результатах экспериментальных испытаний и дальнейших работах по созданию ракеты Р-2», в котором говорилось о необходимости дальнейшей работы над улучшением точности ракет (в 1950 году добиться результата ±10 км по дальности и ±8 км по боковому отклонению, в 1951 году ±8 км и ±4 км, соответственно).
Академик Б. Е. Черток, участник пусковой компании 1949 года, так оценил результаты пусковой компании 1949 года:

Прежде чем перейти к пускам ракет Р-2 первой опытной серии, мы проверили надёжность новых идей на экспериментальных ракетах Р-2Э. Их было изготовлено шесть и пущено в 1949 году пять. Из всех пяти пусков успешным можно было считать только два. Но был получен опыт, который позволил в течение 1950—1951 годов пустить 30 ракет Р-2. Из этих 30 пусков 24, по тогдашним оценкам, были удачными.

## Комментарии
1. ↑  В списке указаны ракеты установленные на стартовую позицию; при отсутствии номера в источнике, в таблице номер не указывается.